# 백자호 (대전광역시 유형문화재)
백자호(白磁壺)는 대전광역시 유성구 구성동, 국립중앙과학관에 있는 조선시대의 백자이다. 2009년 12월 23일 대전광역시의 유형문화재 제41호로 지정되었다.

## 개요
18세기 조선시대에 제작된 백자호로 구연은 곧추 서 있으나 구연단이 살짝 외반하였고 끝을 옥연으로 처리하였음. 밝은 색의 백토로 성형하였으나 철분이 섞여 있어 완성된 이후에는 부분적으로 분홍꽃이 피어 있으며 철분이 나온 자리에는 핀홀이 뚫려 있다.

## 참고 문헌
- 백자호 - 국가유산청 국가유산포털